# Guacamole
Guacamole je umak, namaz ili salata na bazi avokada koji je prvi put napravljen u Meksiku. Osim upotrebe u modernoj meksičkoj kuhinji, postao je dio međunarodne kuhinje kao umak, začin i sastojak salata.